# Гаруда
Гаруда је божанставо нижег реда у хиндуистичкој митологији. Најчешће се представља у облику орла са златним перима, раширених крила и често има људски труп и/или главу. Гаруда на глави може имати и круну, као и његов господар, Вишну. Према предању, Гаруда је огромних димензија и када се појави може потпуно заклонити сунце. Описан је у хиндуистичким и будистичким текстовима.
Према неким истраживачима, име овог митолошког бића потиче од гара-уд-ди, што значи "онај који чека отров", или "онај који доноси велики терет", док други тврде да му име потиче од имена, ведског бога сунца - Гаруман.

## Гаруда у митологији
Гаруда има велику важност у хиндуизму пошто му је посвећена једна цела упанишада а има и више других имена: Чирада, Гаганешвара, Камаиуша, Кашиап, Кхагешвара, Нагантака, Ситанана, Судхахара, Такшиа, Ваинатеиа, Виснуратха итд. Верује се да молитва Гаруди може излечити од отрова.
Приче о рођењу Гаруда и његовим делима дате су у првој књизи Махабхарате. Према овом епу, Гаруда се излегао из јајета у облику пакленог пламена и моћан је попут космичког пожара који прождире свет на крају сваког века. Уплашени, богови су затражили милост и Гаруда, чувши њихове вапаје, смањио је своју величину и енергију.
Тачна величина Гаруда није позната али помиње се да његова крила имају распон од много миља. Ово је додуше можда само поетско претеривање, али, се помиње и да када Гаруда замахне крилима створи се страшан ураган који замрачи небо, односи куће и чупа дрвеће из корена. Човек у поређењу са Гаруда толико је мали да се може сакрити у његовом перју и паперју а да не буде примећен.
У будистичкој митологији Гаруда су божанска раса људи-птица чији су љути на непријатељи Наге (змије). По једној причи, Буда је помирио Гаруда и Наге. Али, Нага и Гаруда су заправо само две Вишну инкарнације, 2 апекта божанске садржине помирени у Вишнуу.*
У старијим приказима овог бића не налазимо људске карактеристике, док су новији примерци готово потпуно хуманизирани.

## Гаруда као симбол и инспирација у савременој култури
- Гаруда је национални симбол у Тајланду.
- У грбу Индонезије приказан је Гаруда а "Гаруда Индонесиа" је индонезијска авио-компанија
- Гаруда, или Кхангарид, је симбол Улан Батор, главног града Монголије, по њој је названа и компанија "Хангард" те "Кхангарид" (Хангарьд), фудбалски клуб.
- Елитни телохранитељи средњовековних Хоисала краљева у Карнатаки, Индија, звали су се Гаруда, јер су служили краљу као што је Гаруда служио Вишнуу.
- У анимираном манга / аниме серијалу Наруто, Гаруда је завршни потез Деидара, лика који поседује моћ експлозивног разарања.
- У игри Стрит фајтер Екс, Гаруда је демон налик на самураја са којим се треба обрачунати при крају игре.
- У анимираном манга / аниме серијалу Дигимони, Гарудамон је супер дигиеволуирани Бииомон.
- У анимираном манга / аниме серијалу и игри Југио Ге-Икс, постоји монструм по имену 'Гаруда дух ветра', представљен као орао са људским удовима.
- У серији Моћни ренџери: Мистик Форс, симбол Жутог ренџера је Гаруда.[2]